# Баимово (Баймакский район)
Баи́мово (баш. Байым) — деревня Нигаматовского сельсовета Баймакского района Республики Башкортостан России.

## Географическое положение
Расстояние до:
- районного центра (Баймак): 41 км,
- ближайшей железнодорожной станции (Сибай): 89 км.

## История
Входил в состав 2-го Иткуловского сельсовета. После его упразднения в 2008 году вошёл в состав Нигаматовского сельсовета.

## Население
| 2002 | 2009 | 2010 |
| ---- | ---- | ---- |
| 521  | ↗574 | ↘487 |

Согласно переписи 2002 года, преобладающая национальность — башкиры (100 %).

## Религия
В деревне есть мечеть.